# Rolf Johansson (rullstolscurlare)
Rolf Johansson (21 juli 1944-) är en svensk tidigare handikappidrottare. I rullstolscurling utgjorde han en del av Lag Jungnell.

## Vinster
- Brons på 100 m rullstol vid Handikapp-OS 1972 i Heidelberg, Tyskland
- Guld på 100 m rullstol vid Handikapp-OS 1976 i Toronto, Kanada.
- Silver på 4x60 m rullstol vid Handikapp-OS 1976 i Toronto, Kanada.
- Brons i rullstolsslalom vid Handikapp-OS 1976 i Toronto, Kanada.
- Brons på både 100 m och 500 m kälkracing vid Handikapp-OS 1980 i Geilo, Norge.
- Silver på 100 m rullstol vid Handikapp-OS 1980 i Arnhem, Holland.
- Silver i rullstolsslalom vid Handikapp-OS 1984 i Stoke Mandeville, England.
- Brons i basket vid Handikapp-OS 1984 i Stoke Mandeville, England.
- Silver i rullstolsslalom vid Paralympics 1988 i Seoul, Syd-Korea.
- Guld i kälkhockey vid Paralympiska Vinterspelen 1994 i Lillehammer, Norge.
- Brons i kälkhockey vid Paralympiska Vinterspelen 1998 i Nagano, Japan.
- Brons i rullstolscurling vid Paralympiska Vinterspelen 2006 i Turin, Italien.